# 大友愛
大友 愛（おおとも あい、1982年3月24日 - ）は、日本の元女子バレーボール選手。現在の戸籍名は秋本 愛。

## 来歴
宮城県泉市（現・仙台市泉区）出身。中学1年生からバレーボールを始め、当時のバレーボール部監督にその素質を見出される。中学、高校時代チームとしての全国大会出場は無かったが、中学時代、全国都道府県対抗中学バレーボール大会に宮城県代表として出場しオリンピック有望選手に選出。高校3年生時には世界ユース選手権優勝、アジアユース選手権準優勝を経験した。
2000年、NECレッドロケッツに入団し、1年目にしてレギュラーを獲得。翌年2001年には全日本代表にも初選出され、レギュラーセンターとなる。ブロード攻撃は彼女の代名詞となった。
2003年、柳本晶一が監督に就任後も代表に選ばれるが、大山加奈・栗原恵ら次世代エースの台頭もあり、チームに馴染めずモチベーションを上げられないまま、初めて全日本で控えに回り、出場選手のビデオ撮りの役目になったのだが、「私はビデオ撮るために来たんじゃない！」という気持ちが強くなり、必要のない選手なのであれば必要とされているチームで自分を磨きたいと、自ら代表を離脱した。
しかし、母と祖父の相次ぐ他界を機に、再挑戦を決意。2004年、アテネオリンピック世界最終予選前に全日本へ復帰、日本の2大会ぶりのオリンピック出場に貢献し、アテネオリンピック出場を果たした。そのアテネでは、世界初のバックブロード（後衛の移動攻撃）を決めた。
2005年のワールドグランプリでは本来のセンターからライトポジションにコンバートされ、大山や栗原不在の中、エースアタッカーとして活躍。同大会でのキャッチコピーは「勝利を呼ぶワンダーガール」。決勝ラウンドが出身地の仙台市で開催されたこともあり、地元仙台では、福原愛、宮里藍と共に「仙台の3大"あいチャン"」と呼ばれていた。
2006年1月13日、ビーチバレー選手の山本辰生と結婚、妊娠2か月であることを発表。同年3月31日にNECを退職し、同年8月、3296グラムの長女を出産した。その時点では本人は育児休業中であるので、現役復帰しないと語っていた。
その後「山本愛」名義で、『ジャンクSPORTS』などのTV番組にゲスト出演していた。
2008年4月14日、久光製薬スプリングスに入団し、2年ぶりに現役復帰する事が発表された。
2008/09シーズン終了をもって久光製薬スプリングスを退団し、2009年7月1日付でJTマーヴェラスに入団した。
2010年3月23日、日本バレーボール協会から2010年度バレーボール日本女子代表チーム招集登録選手が発表され、2005年以来の日本代表チームに招集された。 同年11月の世界選手権に出場し、銅メダル獲得に大きく貢献した。
2011年5月、第4回ベストマザー賞スポーツ部門を受賞。同年9月に行われたアジア選手権において右膝の前十字靭帯と内側側副靱帯を損傷する怪我を負い、日本代表チームを離脱。これによりワールドカップおよびVプレミアリーグ2011/12シーズンは出場困難と発表された。
2012年3月、山本辰生と離婚、今後は大友愛として活動すると報じられた。
2012年6月、怪我から復帰し、ロンドンオリンピックの代表メンバーに選出された。大友自身通算2度目のオリンピック出場となる。同オリンピックでは、ロサンゼルスオリンピック（1984年）以来28年振りとなる女子日本代表のメダル（銅メダル）獲得に貢献した。
2013年4月22日に2012/13シーズン限りで現役を引退することを発表。2013年、第62回黒鷲旗全日本男女選抜バレーボール大会準決勝のNECレッドロケッツ戦で敗れ、これが選手生活最後の試合となった。試合終了後にはかつてNECや日本代表で共に戦い、同じく今大会で引退する杉山祥子から労いの言葉をかけられた（大会終了後、杉山と共にベスト6を受賞した）。
2013年8月8日、柔道家の秋本啓之と再婚。2021年現在、秋本との間には3人の子供がおり、山本との間の娘を合わせて4児の母親となっている。

## プレースタイル
日本のセンタープレーヤーの中でも抜群のスピードと攻撃力を誇り、中でもブロード攻撃は最大の武器と言える。
過去に所属したチーム（日本代表除く）では、参加した全ての大会でレギュラーメンバーとしてスタメン出場。日本代表でも辞退した2003年以外はレギュラーメンバーに定着。
2010シーズン、日本代表での戦略により、サーブをフローターからジャンプフローターに変更。

## 人物・エピソード
- 2004年の代表復帰（上記参照）した頃、アテネオリンピックに向けた代表合宿にて、朝の自主練を行う吉原知子に「一緒に打たせて下さい」と依頼したが、「人数が足りてるから」と断られた。それでも心を折らず、2週間球拾いなど練習のサポートを続け、吉原に「本気度が分かった」と言われ練習に入れられた。後に、吉原から「代表への意気込みを確かめていた」と伝えられた[13]。
- 2005年のワールドグランプリにおいて、強豪ブラジルを相手にマッチポイントの場面でサーブミスを起こし、大金星を逃す遠因を作った。その後も度々重要な場面でのサーブミスに苦しんでいた。
- 2005年秋には現役全日本女子バレーボール選手として初めて写真集、DVDを出版した。同時期、写真週刊誌にプライベートの写真が掲載されるなどして世間の関心を集めた。
- 雑誌に「全日本に選ばれながら武器がない」と書かれたことに奮起し、高いトスを打てるようにして自分の「武器」にした[14]。
- 自ら仲がいいと語る高橋みゆきに「自由人」「自分が思うがままに生きてる感じ」と言われるように、極めて天真爛漫な性格である。
- 山本との間に生まれた長女である秋本美空は2023年に16歳で日本代表登録メンバーに選出された[15]。

## 球歴
- 全日本代表 - 2001-2005年、2010-2012年
- 全日本代表としての主な国際大会出場歴
  - オリンピック - 2004年、2012年
  - 世界選手権 - 2002年、2010年

## 所属チーム
- 仙台市立将監中学校
- 仙台育英学園高等学校
- NECレッドロケッツ（2000-2006年）
- 久光製薬スプリングス（2008-2009年）
- JTマーヴェラス（2009-2013年）

## 受賞歴
- 1997年 - 全国都道府県対抗中学バレーボール大会（さわやか杯） オリンピック有望選手
- 1999年 - アジアユース選手権大会 ベストサーブ賞
- 2000年
  - アジアジュニア選手権大会 サーブ賞
  - 第7回Vリーグ 新人賞（NEC）
- 2002年 - 第51回黒鷲旗全日本バレーボール選手権大会 ベスト6（NEC）
- 2005年 - 第54回黒鷲旗全日本バレーボール選手権大会 ベスト6（NEC）
- 2009年 - 第58回黒鷲旗全日本バレーボール選手権大会 ベスト6（久光製薬）
- 2010年 - 2009-2010 V・プレミアリーグ ベスト6（JT）、第59回黒鷲旗全日本バレーボール選手権大会 ベスト6（JT）
- 2011年 - 2010-11 V・プレミアリーグ ベスト6（JT）、第60回黒鷲旗全日本バレーボール選手権大会 黒鷲賞（MVP）ベスト6（JT）
- 2013年 - 第62回黒鷲旗全日本バレーボール選手権大会 ベスト6（JT）

## 個人成績
Vプレミアリーグレギュラーラウンドにおける個人成績は下記の通り。
| シーズン | 所属     | 出場 | 出場   | アタック | アタック | アタック | アタック | ブロック | ブロック | サーブ | サーブ | サーブ | サーブ | レセプション | レセプション | 総得点 | 備考 |
| -------- | -------- | ---- | ------ | -------- | -------- | -------- | -------- | -------- | -------- | ------ | ------ | ------ | ------ | ------------ | ------------ | ------ | ---- |
| シーズン | 所属     | 試合 | セット | 打数     | 得点     | 決定率   | 効果率   | 決定     | /set     | 打数   | エース | 得点率 | 効果率 | 受数         | 成功率       | 総得点 | 備考 |
| 2000/01  | NEC      | 18   | 61     | 380      | 188      | 49.5%    | %        | 48       | 0.79     | 221    | 12     | 5.43%  | 10.6%  | 3            | 100.0%       | 248    |      |
| 2001/02  | NEC      | 16   | 60     | 395      | 203      | 51.4%    | %        | 32       | 0.53     | 151    | 6      | 3.97%  | 9.8%   | 88           | 67.0%        | 241    |      |
| 2002/03  | NEC      | 21   | 80     | 360      | 152      | 42.2%    | %        | 53       | 0.66     | 228    | 8      | 3.51%  | 9.8%   | 68           | 77.9%        | 213    |      |
| 2003/04  | NEC      | 18   | 67     | 386      | 177      | 45.9%    | %        | 46       | 0.69     | 247    | 16     | 6.48%  | 14.6%  | 48           | 66.7%        | 239    |      |
| 2004/05  | NEC      | 27   | 105    | 720      | 291      | 40.4%    | %        | 76       | 0.72     | 396    | 24     | 6.06%  | 12.8%  | 80           | 58.8%        | 391    |      |
| 2005/06  | NEC      | 15   | 59     | 308      | 139      | 45.1%    | %        | 41       | 0.69     | 212    | 8      | 3.78%  | 9.8%   | 22           | 72.7%        | 188    |      |
| 2008/09  | 久光製薬 | 27   | 106    | 586      | 233      | 39.8%    | %        | 60       | 0.57     | 352    | 10     | 2.84%  | 12.1%  | 7            | 85.7%        | 303    |      |
| 2009/10  | JT       | 28   | 102    | 430      | 200      | 46.5%    | %        | 60       | 0.59     | 335    | 16     | 4.48%  | 13.2%  | 17           | 76.5%        | 276    |      |
| 2010/11  | JT       | 26   | 91     | 407      | 195      | 47.9%    | %        | 47       | 0.52     | 247    | 10     | 4.05%  | 10.1%  | 34           | 79.4%        | 252    |      |
| 2011/12  | JT       | 0    | 0      | 0        | 0        | 0.0%     | %        | 0        | 0.00     | 0      | 0      | 0.00%  | 0.0%   | 0            | 0.0%         | 0      |      |
| 2012/13  | JT       | 24   | 79     | 474      | 193      | 40.7%    | %        | 39       | 0.49     | 187    | 5      | 2.67%  | 11.3%  | 22           | 59.1%        | 237    |      |
| 通算     | 通算     | 220  | 810    | 4446     | 1971     | 44.3%    | %        | 502      | 0.62     | 2576   | 115    | 4.46%  | 11.7%  | 389          | 69.2%        | 2588   |      |

## 写真集・DVD
写真集
- 大友愛「I Love …」（扶桑社） ISBN 4594049877

DVD
- 大友愛「You Are My …」（ポニーキャニオン）